# Список объектов всемирного наследия ЮНЕСКО в Гамбии
В списке Всеми́рного насле́дия ЮНЕ́СКО в Гамбии значится 2 наименования (на 2012 год), это составляет 0,2 % от общего числа (1223 на 2024 год). Оба объекта включены по культурным критериям. Кроме этого, по состоянию на 2017 год, 2 объекта на территории Гамбии находятся в числе кандидатов на включение в список всемирного наследия. Гамбия ратифицировала Конвенцию об охране всемирного культурного и природного наследия 1 июля 1987 года. Первый объект, находящийся на территории Гамбии, был занесен в список в 2003 году на 27-й сессии Комитета всемирного наследия ЮНЕСКО.

## Список
В данной таблице объекты расположены в хронологическом порядке их добавления в список всемирного наследия ЮНЕСКО.
| # | Изображение | Название                                                                            | Местоположение            | Время создания | Год внесения в список | №    | Критерии  |
| - | ----------- | ----------------------------------------------------------------------------------- | ------------------------- | -------------- | --------------------- | ---- | --------- |
| 1 |             | Остров Джеймс и прилегающие памятники (англ. Kunta Kinteh Island and Related Sites) | Регион: Банжул            | —              | 2003                  | 761  | (iii)(vi) |
| 2 |             | Кольца камней-мегалитов в Сенегамбии (англ. Stone Circles of Senegambia)            | Регионы: Центральная река | —              | 2006                  | 1226 | (i)(iii)  |

## Предварительный список
В таблице объекты расположены в порядке их добавления в предварительный список. В данном списке указаны объекты, предложенные правительством Гамбии в качестве кандидатов на занесение в список всемирного наследия.
| # | Изображение | Название                                                                   | Местоположение            | Время создания | Год внесения в список | №    | Критерии  |
| - | ----------- | -------------------------------------------------------------------------- | ------------------------- | -------------- | --------------------- | ---- | --------- |
| 1 |             | Каменные круги Вассу — каменоломни (англ. Wassu Stone Circles Quarry Site) | Регион: Центральная река  |                | 2015                  | 6063 | (i)(iii)  |
| 2 |             | Исторический Джорджтаун (англ. Historic Georgetown )                       | Регионы: Центральная река | XIX век        | 2015                  | 6064 | (iii)(vi) |